# Acacia cretata
Acacia cretata är en ärtväxtart som beskrevs av Leslie Pedley. Acacia cretata ingår i släktet akacior, och familjen ärtväxter. Inga underarter finns listade i Catalogue of Life.